# Campos de fútbol Ernesto Cotorruelo

## Ubicación
Los campos de fútbol "Ernesto Cotorruelo" están ubicados en el distrito de Carabanchel de Madrid (España). En concreto están dentro del Parque Sur, junto al bulevar Vía Lusitana en el barrio de Abrantes, Guardamar del Segura.

## Sede
Actualmente es la sede de la Real Federación de Fútbol de Madrid (FFM), que es la institución encargada de todas las modalidades y divisiones de fútbol de la Comunidad de Madrid así como de la selección madrileña de fútbol en sus distintas categorías.

## Instalación deportiva
El complejo deportivo está gestionado por la Federación Madrileña de Fútbol, y tiene tres campos de fútbol, un graderío y un bar para los usuarios de la instalación. 

## Remodelación de la instalación
Dichos campos fueron remodelados y transformados de tierra a césped artificial con inversiones del Consejo Superior de Deportes (se remodelaron los dos campos de fútbol situados más al sur de la instalación deportiva) y de la Consejería de Deportes de la Comunidad de Madrid (se remodeló el campo situado al norte de la instalación deportiva), siendo en ambas inversiones presidente de la Federación Madrileña de Fútbol, Vicente Temprado y concejal de Carabanchel, Carlos Izquierdo, y siendo presidente del  Consejo Superior de Deportes, Juan Antonio Gómez Angulo, consejero de Deportes, Santiago Fisas y presidenta de la Comunidad de Madrid, Esperanza Aguirre.